# Theodor Klem
Johannes Theodor Klem (Oslo, 20 de gener de 1889 - Oslo, 15 de juliol de 1963) va ser un remer noruec que va competir a començaments del segle xx.
El 1912 va prendre part en els Jocs Olímpics d'Estocolm, on va disputar la competició del quatre amb timoner del programa de rem. Quedà eliminat en semifinals i algunes fonts li atorguen la medalla de bronze, tot i que no pas el Comitè Olímpic Internacional.
Vuit anys més tard, una vegada finalitzada la Primera Guerra Mundial, va disputar els Jocs d'Anvers, on guanyà la medalla de bronze en la competició del quatre amb timoner del programa de rem, formant equip amb Birger Var, Henry Larsen, Per Gulbrandsen i Thoralf Hagen.